# Medwayella javana
Medwayella javana är en loppart som först beskrevs av Jordan 1933.  Medwayella javana ingår i släktet Medwayella och familjen Stivaliidae. Inga underarter finns listade i Catalogue of Life.